# Andrés Chocho
Cristian Andrés Chocho León (Cuenca, 4 novembre 1983) è un marciatore ecuadoriano.

## Biografia
Vincitore nel 2002 dei campionati nazionali junior sui 10 000 m, nel 2011 ai campionati sudamericani di atletica di Buenos Aires vince i 20 000 m di marcia con il record sudamericano di 1h:20:23.8. Detiene il record sudamericano sui 50 km con il tempo di 3:49.32, fatto registrare ai campionati del mondo di atletica leggera 2011 che si svolsero a Taegu, in Corea del Sud, dove terminò la gara all'undicesimo posto.
Sempre nel 2011 vince la medaglia di bronzo sui 20 km alle Universiadi di Shenzen in Cina con il tempo di 1h24'44". Detiene un personale sui 20 km di 1h20"07 fatto registrare nel 2016 a Roma, mentre in pista è primatista sudamericano dei 20 m con il tempo di 1:20:23.8.
Nel 2013 vince la 50 km ai Giochi bolivariani, e, sempre sulla stessa distanza, nel 2015 vince la medaglia d'oro ai XVII Giochi panamericani di Toronto.
Ottavo nella 50 km ai mondiali 2015, il 6 marzo 2016 vince la 50 km al Circuito Internacional de marcha a Ciudad Juárez in 3h 42' 57". Il 7 maggio 2016 ai mondiali di marcia termina sul podio nella gara a squadra sui 20 km, e finisce 6º nella gara individuale sulla stessa distanza con il tempo di 1h 20'07", migliorando il proprio primato personale.
Nell'agosto 2016 è il portabandiera dell'Ecuador ai Giochi olimpici di Rio de Janeiro.

## Palmarès
| Anno | Manifestazione          | Sede           | Evento         | Risultato | Prestazione | Note                                     |
| ---- | ----------------------- | -------------- | -------------- | --------- | ----------- | ---------------------------------------- |
| 2000 | Mondiali juniores       | Santiago       | Marcia 10000 m | 24º       | 46'17"66    |                                          |
| 2002 | Mondiali juniores       | Kingston       | Marcia 10000 m | 18º       | 45'28"60    |                                          |
| 2002 | Giochi sudamericani     | Belém          | Marcia 10000 m | Argento   | 44'36"81    |                                          |
| 2007 | Mondiali                | Osaka          | Marcia 20 km   | dq        | dq          |                                          |
| 2008 | Giochi olimpici         | Pechino        | Marcia 20 km   | 38º       | 1h27'09"    |                                          |
| 2009 | Campionati sudamericani | Lima           | Marcia 20 km   | dnf       | dnf         |                                          |
| 2009 | Universiadi             | Belgrado       | Marcia 20 km   | 12º       | 1h24'51"    |                                          |
| 2009 | Mondiali                | Berlino        | Marcia 20 km   | 36º       | 1h29'14"    |                                          |
| 2011 | Campionati sudamericani | Buenos Aires   | Marcia 20 km   | Oro       | 1h20'23"8   | Record nazionale                         |
| 2011 | Universiade             | Shenzhen       | Marcia 20 km   | Argento   | 1h24'44"    |                                          |
| 2011 | Mondiali                | Taegu          | Marcia 50 km   | 10º       | 3h49'32"    | Record sudamericano                      |
| 2011 | Giochi panamericani     | Guadalajara    | Marcia 50 km   | dnf       | dnf         |                                          |
| 2012 | Giochi olimpici         | Londra         | Marcia 50 km   | dq        | dq          |                                          |
| 2013 | Campionati sudamericani | Cartagena      | Marcia 20 km   | Bronzo    | 1h26'20"98  |                                          |
| 2013 | Mondiali                | Mosca          | Marcia 50 km   | dq        | dq          |                                          |
| 2013 | Giochi bolivariani      | Trujillo       | Marcia 50 km   | Oro       | 3h58'50"    |                                          |
| 2014 | Giochi sudamericani     | Santiago       | Marcia 20 km   | dq        | dq          |                                          |
| 2015 | Giochi panamericani     | Toronto        | Marcia 50 km   | Oro       | 3h50'13"    | Miglior prestazione personale stagionale |
| 2015 | Mondiali                | Pechino        | Marcia 20 km   | dq        | dq          |                                          |
| 2015 | Mondiali                | Pechino        | Marcia 50 km   | 8º        | 3h46'00"    | Record sudamericano                      |
| 2016 | Giochi olimpici         | Rio de Janeiro | Marcia 20 km   | dq        | dq          |                                          |
| 2016 | Giochi olimpici         | Rio de Janeiro | Marcia 50 km   | dq        | dq          |                                          |
| 2017 | Mondiali                | Londra         | Marcia 50 km   | dq        | dq          |                                          |
| 2018 | Giochi sudamericani     | Cochabamba     | Marcia 50 km   | Oro       | 3h55'48     |                                          |
| 2019 | Giochi panamericani     | Lima           | Marcia 50 km   | dq        | dq          |                                          |
| 2019 | Mondiali                | Doha           | Marcia 20 km   | 18º       | 1h32'49"    |                                          |
| 2019 | Mondiali                | Doha           | Marcia 50 km   | dnf       | dnf         |                                          |
| 2021 | Campionati sudamericani | Guayaquil      | Marcia 20000 m | Oro       | 1h24'18"94  |                                          |
| 2021 | Giochi olimpici         | Tokyo          | Marcia 50 km   | 19º       | 3h59'03"    | Miglior prestazione personale stagionale |
| 2022 | Mondiali                | Eugene         | Marcia 35 km   | 24º       | 2h33'28"    |                                          |
| 2022 | Giochi sudamericani     | Asunción       | Marcia 35 km   | dnf       | dnf         |                                          |
| 2023 | Mondiali                | Budapest       | Marcia 35 km   | dnf       | dnf         |                                          |